# جنی هالستنسون
جنی هالستنسون (انگلیسی: Jenny Hallstenson؛ زادهٔ ۲۹ اکتبر ۱۹۸۰) بازیکن فوتبال اهل سوئد است.
از باشگاه‌هایی که در آن بازی کرده‌است می‌توان به کیوب ایکو اشاره کرد.